# Tempo (single)
Tempo is een single van de Nederlandse rapper Jairzinho met de eveneens Nederlandse rappers Sevn Alias en BKO en de Algerijns-Franse rapper Boef uit 2017. Het stond in hetzelfde jaar als zesde track op de ep van Jairzinho Gouden plaat.

## Achtergrond
Tempo is geproduceerd door Project Money. Het is een nederhopnummer waarin de artiesten rappen over tijd en dat alles snel (op een hoog tempo) moet gebeuren. De single is uitgegeven door het label Rotterdam Airlines, waar Jairzinho mede-eigenaar van is. De single heeft in Nederland de vierdubbele platina status. Het is niet de eerste hit waar Jairzinho, Sevn Alias en BKO samenwerking. In 2016 hadden ze al eerder succes met Gass.

## Hitnoteringen
Het nummer behaalde in Nederland en in België noteringen in hitlijsten. De notering in België was niet in de Ultratop-lijst, maar in de Ultratip-lijst van Vlaanderen. Hierin stond het op de 25e positie. In Nederland deed het het een stuk beter. In de Top 40 reikte het tot de vierde plaats en was het twaalf weken in de lijst te vinden. In de Single Top 100 stond het 27 weken en piekte het op de tweede plek. 